# Burgsolms

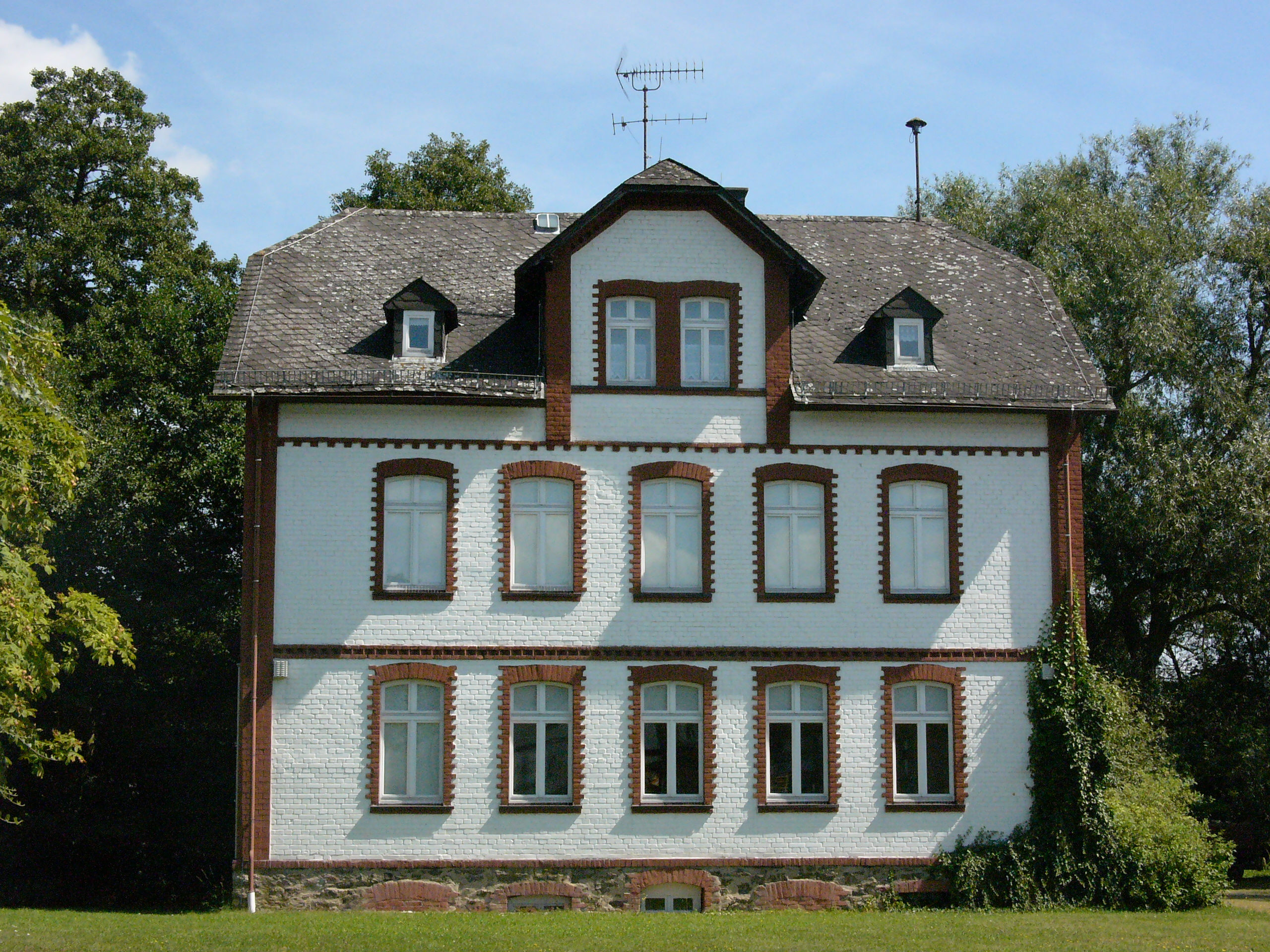
Heimatmuseum

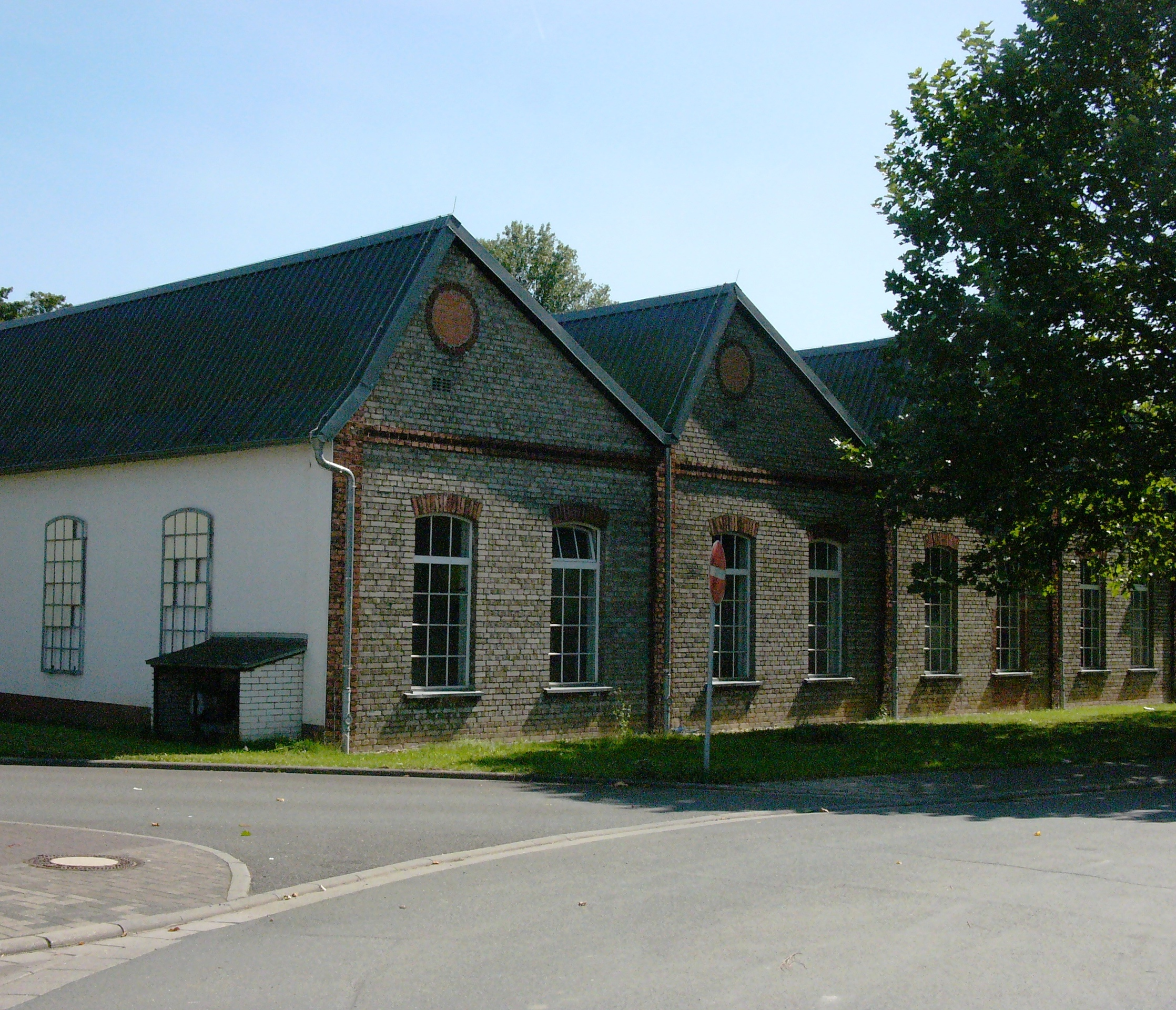
Industriemuseum

Burgsolms ist mit rund 4500 Einwohnern der größte Ortsteil der mittelhessischen Stadt Solms im Lahn-Dill-Kreis.

## Geografische Lage
Burgsolms liegt am unteren Solmsbach kurz vor dessen Mündung in die Lahn am Rande des östlichen Hintertaunus (Wetzlarer Hintertaunus) sowie des Naturpark Taunus.

## Geschichte

### Ortsgeschichte
Die ältesten Funde lassen darauf schließen, dass das Gebiet des heutigen Burgsolms bereits seit der La-Tène-Zeit besiedelt war.
Für das Jahr 788 wird im Lorscher Codex die Schenkung einer Kirche am Flusse Sulmissa, dem heutigen Solmsbach, erwähnt. Um die Frage, ob nun Burgsolms oder der benachbarte Ort Oberndorf, in urkundlichen Quellen auch Obersolms genannt, der älteste Solmser Stadtteil ist, besteht auch heute noch ein die beiden Orte trennender Streit, obwohl sie bereits fest zusammengewachsen sind.
Die Oberndorfer Kirche soll die 788 erwähnte Kirche gewesen sein, da in der urkundlichen Überlieferung die Kirche in Burgsolms stets als Tochterkirche bezeichnet wird. Funde lassen aber eher Burgsolms als den älteren Teil vermuten. Ein Zeichen dafür ist z. B. eine bei Bauarbeiten zum Evangelischen Gemeindehaus in den 50er Jahren gefundene Krypta einer karolingischen Kirche sowie eine karolingische Ringwallanlage, dem „Freien Stein“. Erst 1129 tauchen beide Solms in Urkunden getrennt voneinander auf.
Um das Jahr 1100 herum wurde Burgsolms der Sitz der Edlen von Solms. Die Solmser, die seit 1223 den Grafentitel trugen, bauten einen von ihnen bewohnten befestigten Hof zu einer Wasserburg aus, die schließlich zum Namenspatron des Solmser Stadtteils wurde. 1384 wurde die stark befestigte Burg durch den Wetterauer Städtebund auf Betreiben der Reichsstadt Wetzlar belagert. Graf Johann von Solms-Burgsolms floh auf die benachbarte Burg Greifenstein, und die Anlage wurde durch den Städtebund zerstört und nicht wieder aufgebaut. Die letzten Reste der Burg, die etwa 14 Meter hohe „Storchenmauer“, wurde 1952–54 auf Grund immer wieder auftretenden Steinschlags abgetragen.
Burgsolms war im Mittelalter stark befestigt. Belegt ist eine Stadtmauer mit vier Falltoren, von der heute ebenfalls keine Reste mehr existieren.
Auch wenn in den 1960er Jahren Fachwerkhäuser dem Bau einer größeren Straße durch den Ort weichen mussten und zum Teil durch Flachdachbauten ersetzt wurden, ist doch einige historische Bausubstanz erhalten geblieben. Insbesondere in der Lindenstraße und angrenzenden Straßen besteht eine denkmalgeschützte Gesamtanlage, die den nordwestlichen Bereich des alten Ortskernes umfasst. Hier findet sich eine ungewöhnlich dichte historische Substanz aus zahlreichen Einzeldenkmälern sowie weiteren bedeutenden Bauten.

### Hessische Gebietsreform
Am 1. Juli 1971 fusionierten im Zuge der Gebietsreform in Hessen die bis dahin eigenständigen Gemeinden Burgsolms und Oberndorf auf freiwilliger Basis zur neuen Gemeinde Solms. Am 1. Januar 1977 folgte kraft Landesgesetz der Zusammenschluss mit den Gemeinden Bielhausen und Niederbiel zur neugeschaffenen Großgemeinde Solms. Ortsbezirke nach der Hessischen Gemeindeordnung wurden nicht errichtet.

### Historische Namensformen
In erhaltenen Urkunden wurde Burgsolms unter den folgenden Ortsnamen erwähnt (in Klammern das Jahr der Erwähnung):
- Solmisse (1300) [Urkundenbuch der Stadt Wetzlar 2, Nr. 192]
- Burgsolmße, zue (1332) [Urkundenbuch der Stadt Wetzlar 1, Nr. 1196]
- Borgsolmesze, vor (1361) [Urkundenbuch der Stadt Friedberg 1, Nr. 845 B, S. 588]
- Burg Solmsz (1385) [Urkundenbuch der Stadt Friedberg 1, Nr. 654, S. 348]
- burg Solms (1386) [Urkundenbuch der Stadt Friedberg 1, Nr. 665, S. 358]

### Verwaltungsgeschichte im Überblick
Die folgende Liste zeigt die Staaten und Verwaltungseinheiten, denen Burgsolms angehört(e):
- vor 1806: Heiliges Römisches Reich, Fürstentum Solms-Braunfels, Anteil der Grafschaft Solms, Amt Braunfels
- ab 1806: Herzogtum Nassau,[Anm. 2] Amt Braunfels[7][Anm. 3]
- ab 1816: Königreich Preußen,[Anm. 4] Rheinprovinz, Regierungsbezirk Koblenz, Kreis Braunfels
- ab 1822: Königreich Preußen, Rheinprovinz, Regierungsbezirk Koblenz, Kreis Wetzlar[Anm. 5]
- ab 1866: Norddeutscher Bund, Königreich Preußen, Rheinprovinz, Regierungsbezirk Koblenz, Kreis Wetzlar
- ab 1871: Deutsches Reich, Königreich Preußen, Rheinprovinz, Regierungsbezirk Koblenz, Kreis Wetzlar
- ab 1918: Deutsches Reich, Freistaat Preußen, Rheinprovinz, Regierungsbezirk Koblenz, Kreis Wetzlar
- ab 1932: Deutsches Reich, Freistaat Preußen, Provinz Hessen-Nassau, Regierungsbezirk Wiesbaden, Kreis Wetzlar
- ab 1944: Deutsches Reich, Freistaat Preußen, Provinz Nassau, Kreis Wetzlar
- ab 1945: Deutsches Reich, Amerikanische Besatzungszone,[Anm. 6] Groß-Hessen, Regierungsbezirk Wiesbaden, Kreis Wetzlar
- ab 1946: Deutsches Reich, Amerikanische Besatzungszone, Hessen, Regierungsbezirk Wiesbaden, Kreis Wetzlar
- ab 1949: Bundesrepublik Deutschland, Hessen, Regierungsbezirk Wiesbaden, Kreis Wetzlar
- ab 1968: Bundesrepublik Deutschland, Hessen, Regierungsbezirk Darmstadt, Kreis Wetzlar
- ab 1971: Bundesrepublik Deutschland, Hessen, Regierungsbezirk Darmstadt, Kreis Wetzlar, Gemeinde Solms
- ab 1977: Bundesrepublik Deutschland, Hessen, Regierungsbezirk Darmstadt, Lahn-Dill-Kreis, Gemeinde Solms
- ab 1981: Bundesrepublik Deutschland, Hessen, Regierungsbezirk Gießen, Lahn-Dill-Kreis, Gemeinde Solms

### Einwohnerentwicklung
| Burgsolms: Einwohnerzahlen von 1834 bis 2018 | Burgsolms: Einwohnerzahlen von 1834 bis 2018 | Burgsolms: Einwohnerzahlen von 1834 bis 2018 | Burgsolms: Einwohnerzahlen von 1834 bis 2018 | Burgsolms: Einwohnerzahlen von 1834 bis 2018 |
| --- | -------------------------------------------- | -------------------------------------------- | -------------------------------------------- | -------------------------------------------- |
| Jahr |                                              |                                              |                                              | Einwohner                                    |
| 1834 | 1834                                         |                                              | 512                                          | 512                                          |
| 1840 | 1840                                         |                                              | 634                                          | 634                                          |
| 1846 | 1846                                         |                                              | 716                                          | 716                                          |
| 1852 | 1852                                         |                                              | 760                                          | 760                                          |
| 1858 | 1858                                         |                                              | 781                                          | 781                                          |
| 1864 | 1864                                         |                                              | 863                                          | 863                                          |
| 1871 | 1871                                         |                                              | 918                                          | 918                                          |
| 1875 | 1875                                         |                                              | 1.125                                        | 1.125                                        |
| 1885 | 1885                                         |                                              | 1.341                                        | 1.341                                        |
| 1895 | 1895                                         |                                              | 1.464                                        | 1.464                                        |
| 1905 | 1905                                         |                                              | 1.615                                        | 1.615                                        |
| 1910 | 1910                                         |                                              | 1.748                                        | 1.748                                        |
| 1925 | 1925                                         |                                              | 1.889                                        | 1.889                                        |
| 1939 | 1939                                         |                                              | 2.087                                        | 2.087                                        |
| 1946 | 1946                                         |                                              | 2.667                                        | 2.667                                        |
| 1950 | 1950                                         |                                              | 2.983                                        | 2.983                                        |
| 1956 | 1956                                         |                                              | 3.054                                        | 3.054                                        |
| 1961 | 1961                                         |                                              | 3.518                                        | 3.518                                        |
| 1967 | 1967                                         |                                              | 3.998                                        | 3.998                                        |
| 1970 | 1970                                         |                                              | 4.181                                        | 4.181                                        |
| 1980 | 1980                                         |                                              | ?                                            | ?                                            |
| 1987 | 1987                                         |                                              | 4.072                                        | 4.072                                        |
| 2011 | 2011                                         |                                              | 4.362                                        | 4.362                                        |
| 2013 | 2013                                         |                                              | 4.565                                        | 4.565                                        |
| 2015 | 2015                                         |                                              | 4.622                                        | 4.622                                        |
| 2018 | 2018                                         |                                              | 4.689                                        | 4.689                                        |
| Datenquelle: Historisches Gemeindeverzeichnis für Hessen: Die Bevölkerung der Gemeinden 1834 bis 1967. Wiesbaden: Hessisches Statistisches Landesamt, 1968. Weitere Quellen: ; Zensus 2011; Stadt Solms:2013:, (2015, 2018 mit Nebenwohnsitzen) |                                              |                                              |                                              |                                              |

### Historische Religionszugehörigkeit
Quelle: Historisches Ortslexikon
| • 1834: | 504 evangelische , 2 katholische , 6 jüdische Einwohner              |
| • 1961: | 2589 evangelische (= 73,59 %), 856 katholische (= 24,33 %) Einwohner |

## Politik

### Wappen
1960 wurde dem Ort durch den Hessischen Innenminister ein Gemeindewappen nebst Gemeindefahne verliehen. Das Wappen zeigt einen rotgequaderten Schild mit einem goldenen Schrägrechtsbalken. Darauf ein blauer, rotbewehrter Löwe.

### Flagge
Die Flagge wurde am 30. September 1969 durch das Hessische Innenministerium genehmigt.
„Von Gelb und Blau gespalten, im oberen Viertel verwechselt, belegt mit dem Gemeindewappen.“

## Wirtschaft und Infrastruktur

### Verkehr
Die Ortschaft verfügt über eine Anschlussstelle an der autobahnähnlichen Bundesstraße 49. Von dort führt die L 3283 durch Burgsolms weiter nach Bonbaden und Neukirchen. Im Ort zweigt die K 378 nach Leun-Lahnbahnhof ab.
Am nördlichen Ortsrand besitzt Burgsolms einen Haltepunkt an der Lahntalbahn. Von 1912 bis 1985 hatte Burgsolms auch einen Haltepunkt an der den Ort durchlaufenden und in diesem Abschnitt mittlerweile abgebauten Bahnstrecke Friedrichsdorf–Albshausen.

### Industrie und Handel
Burgsolms war von 1986 bis zum Frühjahr 2014 der Sitz der Firma Leica Camera AG. Außerdem besteht mit dem Solmser Gewerbepark ein großes Industrie- und Gewerbegebiet im Nordosten des Stadtteils.
In der Vergangenheit war für den Ort jedoch seit den 1870er Jahren die Eisenindustrie wichtig. Infolge guter Konjunktur auf dem Rohstoffmarkt entschied sich das Fürstlich-Braunfelsische Haus, das Eisenerz aus seinen Gruben selbst zu verhütten. Daher wurde auf dem Gebiet des heutigen Gewerbeparks, direkt an der Lahntalbahn, in den Jahren 1873 und 1874 ein Hüttenwerk errichtet: die Georgshütte. Erbauer waren Fürst Ernst zu Solms-Braunfels sowie seine Brüder Albrecht und Georg, nach welchem die im historistischen Stil gestaltete Hütte benannt wurde. Die Baukosten der Hütte betrugen 2,75 Millionen. Die Öfen waren 18,8 m hoch, fassten 259 Kubikmeter und wiesen einen Durchsatz von 60–65 Tonnen pro Tag auf. Der erste Hochofen wurde am 26. Januar 1875 angeblasen. Der für die Verhüttung nötige Kalk wurde in der Nähe abgebaut, das hergestellte Puddelroheisen fand Absatz an der Dill, in Westfalen und Düsseldorf. Am 16. Juli 1883 kauften die Gebrüder Buderus das Werk für 1,8 Millionen. Sie modernisierten es, ergänzten es 1888 um einen dritten Hochofen und vergrößerten die alten Öfen. Zeitweise arbeiteten mehr als 200 Personen in der Georgshütte. Die dort angefallene Schlacke wurde zur Herstellung von Bausand verwendet. Die letzten Erzbrocken wurden 1927 geschmolzen und die Georgshütte wurde 1930 abgerissen. Lediglich eine Lagerhalle sowie Wohnhäuser der Arbeiter zeugen heute noch von der Eisenverarbeitung.

## Persönlichkeiten
- Bernd Rupp (* 1942), ehemaliger Fußballspieler, geboren in Burgsolms.